# Hans Reichenbach
Hans Reichenbach (Amburgo, 26 settembre 1891 – Los Angeles, 9 aprile 1953) è stato un filosofo della scienza tedesco.
Diede importanti contributi alla teoria della probabilità e all'interpretazione filosofica della teoria della relatività, della meccanica quantistica e della termodinamica.

## Biografia
Reichenbach dopo aver iniziato gli studi come ingegnere civile presso la Techinsche Hochschule di Stoccarda nel 1910 resosi conto di preferire gli studi teorici decise di studiare fisica, matematica e filosofia a Berlino, Gottinga, Monaco e Erlangen. Ebbe come docenti Ernst Cassirer, David Hilbert, Max Planck, Max Born e Arnold Sommerfeld. Si laureò all'università di Erlangen nel 1915, con una dissertazione sulla teoria della probabilità per la rappresentazione della realtà. 
Prese parte alla prima guerra mondiale, sul fronte russo, servendo le forze armate tedesche nei reparti di radio-comunicazione. Fu rimosso dal fronte dopo due anni, per ragioni di salute. Ritornato a Berlino, Reichenbach lavorò come ingegnere caporeparto in una ditta che produceva apparati audio. In quegli stessi anni (1917-1920) fu uno dei pochi studenti che seguirono i corsi sulla teoria della relatività tenuti all'università di Berlino da Albert Einstein. Le tesi relativiste colpirono Reichenbach spingendolo ad allontanarsi dalla visione kantiana, che aveva acquisito dal suo mentore Cassirer (e al proposito, con breve notificazione, Cassirer ne cita un testo alla chiusura del proprio: "La teoria della relatività di Einstein" del 1921), per diventare uno dei principali esponenti del positivismo logico, in una visione volta maggiormente all'empirismo e al rifiuto del sintetico a priori kantiano. Proprio come maggiore assertore di questa nuova visione filosofica fu tra i fondatori nel 1928 della Berliner Gesellschaft für Empirische (Wissenschaftliche) Philosophie (Società berlinese per la filosofia empirica (scientifica)). 
L'incontro con la teoria relativistica fu al centro di tutta l'attività intellettuale di Reichenbach, che, in pochi anni, pubblicò quattro libri dedicati all'interpretazione filosofica di tale teoria: 
- Relativitätstheorie und Erkenntnis apriori (Teoria della relatività e conoscenza a priori) (1920),
- Axiomatik der relativistischen Raum-Zeit-Lehre (Assiomatizzazione della teoria della relatività) (1924),
- Von Kopernikus bis Einstein (Da Niccolò Copernico ad Einstein) (1927) e
- Philosophie der Raum-Zeit-Lehre (Filosofia dello spazio e del tempo) (1928).

Dal 1920 al 1926 Reichenbach insegnò al Politecnico di Stoccarda; gli argomenti dei suoi corsi comprendevano la teoria della relatività, la telegrafia senza fili, metodiche di misurazione e filosofia. Nel 1926, con l'aiuto di Einstein, Planck e Max von Laue, Reichenbach diventò assistente presso il dipartimento di fisica dell'università di Berlino; fu licenziato da tale incarico nel 1933, dopo la salita al potere di Adolf Hitler, a causa delle origini ebree da parte di padre. Reichenbach emigrò in Turchia, dove ottenne l'incarico di capo del dipartimento di filosofia dell'università di Istanbul. Nell'università turca i corsi, come nel resto d'Europa, erano suddivisi in studi scientifici e letterari e filosofia faceva parte di questa seconda categoria. Approfittando delle profonde rivoluzioni che Atatürk stava imprimendo in tutta la società, Reichenbach riuscì ad ottenere, nel suo piccolo, che gli studenti di filosofia dovessero seguire dei corsi della facoltà di scienze. Questa innovazione durò giusto il tempo della sua permanenza ad Istanbul, ma è indice chiaro di come egli ritenesse fondamentale che la filosofia affrontasse i temi e le questioni messi in campo dalle scienze contemporanee.
Nel 1938 si trasferì negli Stati Uniti, dove ottenne la cattedra di filosofia all'università della California di Los Angeles (UCLA), grazie all'aiuto di Charles Morris e all'interessamento di vari studiosi, tra i quali lo stesso Einstein. Reichenbach insegnò all'UCLA fino alla morte, avvenuta nel 1953, a causa di un infarto. Negli Stati Uniti Reichenbach pubblicò diversi libri, tra i quali:
- Fondamenti filosofici della meccanica quantistica (1944),
- Elementi di logica simbolica (1947),
- Teoria della probabilità (1948),
- La nascita della filosofia scientifica (1951).

Postumi sono stati pubblicati:
- Leggi, modalità e controfattuali (1954) e
- La direzione del tempo (1956).

## Pensiero
È stato uno dei pensatori più significativi all'interno della corrente tedesca del neopositivismo. Le sue opere sono caratterizzate, da un lato da un atteggiamento favorevole nei confronti della conoscenza scientifica e dall'altro da una convinta difesa del sistema probabilistico della scienza. Non a caso, Reichenbach osteggiò una visione della causalità deterministica applicata alle leggi della natura, appoggiando invece quella probabilistica.
Indagò a fondo su due aspetti prioritari della scienza: la logica induttiva e la logica deduttiva; quest'ultima, secondo Reichenbach, non è in grado, a causa dei suoi limiti strutturali, di cogliere la realtà, mentre l'induttiva non può soddisfare le necessità.